# Roppersberg (Wienerwald)
Der Roppersberg ist ein rund 510 m ü. A. hoher Berg bei Wolfsgraben in Niederösterreich.
Der Roppersberg liegt westlich des Laabersteigbergs (530 m ü. A.) und des Dreihufeisenberges (517 m ü. A.), mit denen er über einen Kamm verbunden ist. Der Roppersberg bildet das westliche Ende dieses Kammes; der Kamm selbst weist westlich des Laabersteigbergs noch eine Anhöhe von 533 m ü. A. auf und übertrifft damit seine benannten Nachbargipfel. Auf seiner Südseite befindet sich die Rotte Roppersberg und auf der Nordseite die Siedlung Heimbautal. Das Gebiet des gesamten Kammes ist durch zahlreiche Forstwege erschlossen und daher bei Mountainbikern sehr beliebt.